# Atletica leggera ai Giochi olimpici intermedi - Salto in lungo
Ai Giochi olimpici intermedi di Atene 27 atleti parteciparono alla gara di salto in lungo. La prova si tenne il 27 aprile nello Stadio Panathinaiko. Non ci furono qualificazioni: si disputò direttamente la finale.

## L'eccellenza mondiale
| Record olimpico: Saint Louis 1904 | 7,34 m | Meyer Prinstein | Presente |
| Migliore prest. mondiale 1905     | 7,31 m | Peter O'Connor  | Presente |

## Finale
In gara ci sono i due migliori specialisti del mondo: Meyer Prinstein (USA), campione olimpico in carica (personale di 7,50 m), e l'irlandese Peter O'Connor, detentore della migliore prestazione mondiale (7,61 m nel 1901).
Prinstein realizza la misura vincente al primo tentativo, mentre O'Connor raggiunge 7,02 m solo all'ultima prova. L'irlandese protesterà a lungo, sia durante che dopo la gara, contro il giudice unico, lo statunitense Matthew Halpin (capo della delegazione del suo paese). Le accuse di parzialità comprendevano il fatto che Halpin avesse comunicato le misure ottenute dagli atleti solo a gara già finita.
| Pos     | Paese       | Atleta          | Età | Misura |
| ------- | ----------- | --------------- | --- | ------ |
| Oro     | Stati Uniti | Meyer Prinstein | 28  | 7,20 m |
| Argento | Regno Unito | Peter O'Connor  | 34  | 7,02 m |
| Bronzo  | Stati Uniti | Hugo Friend     | 24  | 6,96 m |